# Trenton (Nowa Szkocja)
Trenton – miasto (town) w kanadyjskiej prowincji Nowa Szkocja, w hrabstwie Pictou, podjednostka podziału statystycznego (census subdivision), na północ od New Glasgow. Według spisu powszechnego z 2016 obszar miasta to: 6,07 km², a zamieszkiwało wówczas ten obszar 2474 osoby. W mieście rozwinęło się hutnictwo żelaza.
Miejscowość, której inspirowana amerykańskim miastem Trenton nazwa została nadana przez Harveya Grahama w 1882, otrzymała status miasta (town) w 1911.